# Libertarian League
Libertarian League (Liga Libertaria) era un nombre usado por dos organizaciones anarquistas estadounidenses durante el siglo XX.
Se fundó la primera Libertarian League en la ciudad de Los Ángeles, California, en 1920. Aunque principalmente anarquista, su miembresía incluyó a gente de diversas perspectivas políticas bajo el principio de “igualdad de libertad” y de libertad en todos los aspectos de la vida. Apoyó principalmente formas cooperativas de socialismo pero también algunas formas de libre empresa, particularmente de pequeñas empresas. Reflejando los tiempos en que se desenvolvió, se opuso particularmente a la prohibición y al militarismo. De 1922 a 1924 publicó un diario llamado The Libertarian (El Libertario). La organización no pudo mantener su amplia coalición de diversas visiones y se disgregó en los años 1930s.
La segunda Libertarian League se fundó en la ciudad de Nueva York en 1954 como una organización política surgida del Libertarian Book Club. Los miembros incluyeron a Sam Dolgoff, Russell Blackwell, Dave Van Ronk y Murray Bookchin. Esta liga tenía un enfoque político mucho más definido que la primera, promoviendo el anarquismo y el sindicalismo independiente. Su principio central, indicado en su diario Views and Comments, era “igual libertad para todos en una sociedad socialista libre”. Ramas de la liga se abrieron en otras ciudades estadounidenses, incluyendo Detroit y San Francisco, pero estas carecieron de un foco de organización y nunca manejaron el establecer una presencia entre otras organizaciones anarquistas y sindicalistas. Fue disuelta al final de los años 1960s.
- Datos: Q3237771